# Moritz Nussbaum (Mediziner)
Moritz Nussbaum (* 18. November 1850 in Hörde; † 16. November 1915 in Bonn) war ein deutscher Professor für Anatomie und Biologie an der Medizinischen Fakultät der Universität Bonn.

## Leben
Moritz Nussbaum wurde 1875 Assistent am Bonner Anatomischen Institut und wurde dort 1881 außerordentlicher Professor. Er verfasste zahlreiche fachwissenschaftliche Schriften.
Am 24. Februar 1882 wurde er in die Deutsche Akademie der Naturforscher Leopoldina aufgenommen.
Der Förderverein Poppelsdorfer Geschichte in Bonn ehrte ihn an seinem 100. Todestag.

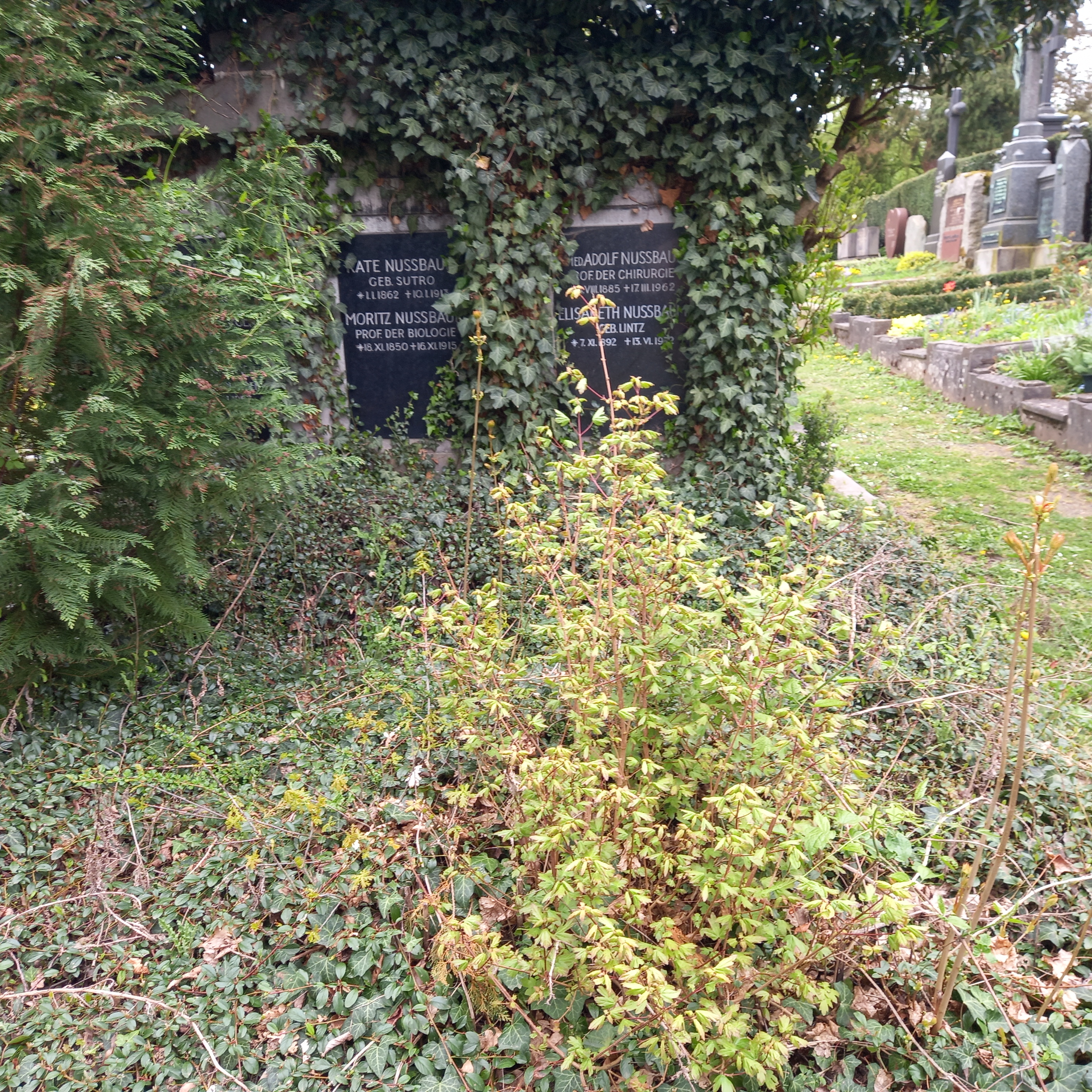
Das Grab von Moritz Nussbaum und seiner Ehefrau Kate geborene Sutro auf dem Poppelsdorfer Friedhof in Bonn

## Schriften
- Anatomische Studien an Californischen Cirripedien, Max Cohen & Sohn, Bonn 1890[3]
- Mutationserscheinungen bei Tieren, F. Cohen, Bonn 1906
- mit George Karsten und Max Weber: Lehrbuch der Biologie für Hochschulen, Wilhelm Engelmann, Leipzig 1911 Digitalisat
- Entwicklungsgeschichte des menschlichen Auges, Wilhelm Engelmann, Leipzig 1912
- mit George Karsten und Max Weber: Lehrbuch der Biologie für Hochschulen, 2. Auflage, Wilhelm Engelmann, Leipzig 1914